# GMV (Unternehmen)
GMV  ist eine spanische Private-Equity-Unternehmensgruppe mit  mehr als 3000 Beschäftigten. In seinen Anfangsjahren konzentrierte sich das Unternehmen auf die Bereitstellung von Lösungen für den Raumfahrt- und Verteidigungssektor, wobei der Auftrag für das Europäische Raumfahrtkontrollzentrum (ESOC) der Europäischen Weltraumorganisation (ESA) den Beginn des Wachstums des Unternehmens bedeutete. Im Laufe der Jahre ist das Unternehmen in andere Bereiche eingestiegen und entwickelte sich zu einem Technologiekonzern mit elf Spezialgebieten: Raumfahrt, Luftfahrt, Verteidigung und Sicherheit, Intelligente Verkehrssysteme (ITS), Automobilindustrie, Cybersicherheit, Gesundheitswesen, digitale öffentliche Dienste und Tourismus, Industrie, Finanzen und Dienstleistungen.
GMV hat Niederlassungen in 12 Ländern und Kunden in fast 80 Ländern. GMV hat CMMI Level 5 des  Modells zur Verbesserung der Leistungsfähigkeit von Softwareentwicklungsprozessen erreicht.

## Geschichte
GMV wurde 1984 von Juan José Martínez García, Professor der Escuela Técnica Superior de Ingenieros Aeronáuticos, zusammen mit einer Gruppe von Mitarbeitern gegründet. Das Unternehmen wurde im Raumfahrtsektor aktiv, indem es seinen ersten Vertrag mit dem Operationszentrum der Europäischen Weltraumorganisation (ESOC) abschloss.
Anfang der 1990er Jahre begann  GMV, Lösungen und Dienstleistungen in den Bereichen Transport, Verteidigung, Telekommunikation und Informationstechnologien anzubieten, wobei das Unternehmen sich in Bereichen hervortat, die zu dieser Zeit gerade erst entstanden, wie den Internet- oder Satellitennavigationsanwendungen. Im Jahr 2000 trat das Unternehmen dem europäischen Konsortium Galileo Industries S.A. bei, um die Entwicklung und Nutzung des europäischen Satellitennavigationssystems Galileo zu unterstützen. Im Jahr 2001 übergab das Unternehmen seine Leitung an   Mónica Martínez Walter.
Im Jahr 2004 gründete GMV seine erste Tochtergesellschaft außerhalb Spaniens in den USA, um die Luft- und Raumfahrtaktivitäten auf dem US-amerikanischen Markt abzudecken. Im Jahr 2007 wurde diese Expansion mit der Übernahme des portugiesischen Unternehmens Skysoft fortgesetzt. Die bedeutendste Expansion fand zwischen 2009 und 2014 statt. In diesem Zeitraum wurden eine GMV-Delegation in Malaysia und Tochtergesellschaften in Deutschland, Polen, Rumänien, Frankreich, Kolumbien und im Vereinigten Königreich eröffnet. Zwischen 2015 und 2018 übernahm  das Unternehmen die INSYEN AG in Deutschland und  Syncromatics Corp in den USA, die jetzt beide unter der Marke GMV firmieren. Außerdem investierte GMV in das spanische Start-up PLD Space.
Ende 2018 erhielt GMV den Zuschlag für die Wartung und Weiterentwicklung des Bodenkontrollsegments von Galileo, den  größten Vertrag, den die spanische Raumfahrtindustrie unterzeichnet hat. Im Jahr 2020 übernahm GMV das britische Unternehmen Nottingham Scientific Limited (NSL), fusionierte es mit seiner eigenen britischen Tochtergesellschaft (GMV Innovating Solutions Limited) und schuf so das Unternehmen GMV NSL. Heute hat GMV  Kunden in allen fünf Kontinenten.
Als Zeichen seines Engagements für eine nachhaltige Entwicklung auf der Grundlage von Innovation für den Fortschritt ist GMV Mitglied von Global Compact der Vereinten Nationen, einer  internationalen Initiative zur Förderung von Nachhaltigkeit und unternehmerischer Verantwortung.

## Tätigkeitsbereiche
GMV ist hauptsächlich in den folgenden Branchen tätig:
- Luftfahrt
- Automobilindustrie
- Informationssicherheit
- Verteidigung und Sicherheit
- Weltraum
- Finanzen
- Industrie
- Gesundheitswesen
- Digitale öffentliche Dienste und Tourismus
- Intelligente Verkehrssysteme (ITS)
- Telekommunikation
- IKT für Unternehmen